# Per Yngve Ohlin
Per Yngve "Pelle" Ohlin (16 de gener de 1969 - 8 d'abril de 1991), més conegut pel seu nom artístic Dead, va ser un músic de metall suec que va ser més conegut com a vocalista principal i lletrista de la banda de black metal noruega Mayhem des de 1988 fins a la seva mort l'any 1991. Abans de Mayhem, també va actuar com a vocalista a la banda sueca de death/thrash Morbid. Dead va ser una figura popular de l'escena del black metal noruec, i el seu llegat perdura en el gènere fins als nostres dies. Roadrunner Records el va classificar al número 48 de 50 de The Greatest Metal Front-Men of All Time.
Dead era conegut per la seva personalitat morbosa i l'obsessió per la mort. Va acaparar ocells morts, portava camises amb anuncis de funerals impresos i portava corpse paint, sent un dels primers en el black metal a fer-ho. Coneguts i companys van descriure Ohlin com a difícil de fer-s'hi amic o d'entendre'l. Ja intensament introvertit i deprimit, la personalitat i el comportament de Dead es tornaria encara més contingut fins a la seva mort, una progressió marcada per patrons com fer-se mal fora de l'escenari entre amics i aïllar-se durant llargs períodes al seu dormitori.
Dead es va suïcidar l'abril de 1991 a l'edat de 22 anys. Una imatge del seu cadàver es va utilitzar com a portada de l'àlbum en directe The Dawn of the Black Hearts de la banda Mayhem. La mort de Dead va marcar un punt d'inflexió en la història de l'escena del black metal noruec, donant lloc a una onada de comportament erràtic per part dels membres de l'escena.

## Primers anys de vida
Per Ohlin (de vegades anomenat "Pelle") va néixer el 16 de gener de 1969 a Västerhaninge, comtat d'Estocolm, Suècia, dels pares Anita Forsberg i Lars Ohlin, que es van divorciar poc després del seu naixement. Quan era un nen petit, Ohlin va patir apnea del son. Als deu anys, va patir una hemorràgia interna quan se li va trencar la melsa després del que va dir que va dir que fou un accident de patinatge sobre gel. No obstant això, al llibre de metall suec Blod eld död (anglès: "Blood Fire Death"), el seu germà Anders va declarar en una entrevista exclusiva que Dead era assetjat amb freqüència a l'escola i un dia va patir una ruptura de melsa com a resultat directe d'una pallissa severa per part d'uns assetjadors. A causa de la ferida, Ohlin va haver de ser traslladat d'urgència a un hospital, on va ser ingressat, durant un temps, declarat clínicament mort. Al cap d'uns anys, l'incident li va provocar una fascinació per la mort, i més tard va inspirar el seu nom artístic "Dead".
Quan era adolescent, Ohlin va desenvolupar una afició pel heavy metal i la música rock, citant bandes com Black Sabbath, Kiss, Iron Maiden, Judas Priest, AC/DC, Motörhead, Venom, Metallica, Bathory, Sodom i Mercyful Fate com els seus preferits. Malgrat el seu amor per Bathory, es va sentir molt disgustat després del seu canvi d'estil musical i, en conseqüència, es va referir a Quorthon com "un covard".

## Carrera

### Morbid and Mayhem
A principis de 1986, Ohlin va fundar el grup suec de death/thrash metal Morbid, amb el qual va gravar una cinta de demostració anomenada December Moon. Decebut quan va veure que la banda no "anava enlloc", va decidir contactar amb els membres de Mayhem, ja que sabia que el grup necessitava un nou líder després de la marxa del vocalista Maniac. Segons el baixista de Mayhem Jørn "Necrobutcher" Stubberud, Dead va enviar inicialment als membres de la banda un petit paquet que contenia una cinta de demostració, una carta que detallava les seves idees per al futur i un ratolí crucificat. Encara que Necrobutcher va perdre el paquet en si, va guardar la cinta que tenia les dades de contacte de Dead. En aquell moment, Dead es va traslladar a Noruega a principis de 1988 i es va convertir en el nou vocalista oficial de Mayhem.

### Actuacions
Per als concerts, Dead va fer tot el possible per aconseguir la imatge i l'atmosfera que desitjava. Des de l'inici de la seva carrera, portava "pintura de cadàvers⁣", que consistia a cobrir-se la cara amb maquillatge en blanc i negre. Segons Necrobutcher, "no tenia res a veure amb la manera com Kiss i Alice Cooper feien servir el maquillatge. Dead realment volia semblar un cadàver. No ho va fer per "semblar genial". El bateria de Mayhem, Jan Axel "Hellhammer" Blomberg, va afirmar que Dead "va ser el primer músic de black metal que va utilitzar pintura de cadàver", encara que s'ha demostrat que aquesta afirmació és discutible, ja que es pot veure el guitarrista de Mayhem Øystein "Euronymous" Aarseth amb pintura de cadàver en imatges de concerts en directe el 1985. Per completar la seva imatge semblant a un cadàver, Dead enterrava la seva roba d'escenari al bosc i la desenterrava de nou per posar-se-la la nit d'un concert. Segons Hellhammer:
Abans dels espectacles, Dead solia enterrar la seva roba sota terra perquè poguessin començar a podrir-se i tenir aquesta olor profund. Era un cadàver a l'escenari. Una vegada fins i tot ens va demanar que l'enterréssim a terra ja que volia que la seva pell es posés pàl·lida.
Durant una gira amb Mayhem, Dead va trobar un corb mort i el va guardar en una bossa de plàstic. Sovint el portava amb ell i olorava l'ocell abans de pujar a l'escenari, per cantar "amb la pudor de la mort al nas". També recollia oques mortes i les guardava sota el seu llit.
Dead es faria talls profunds mentre cantava a l'escenari. Durant un concert a Jessheim el 3 de febrer de 1990, es va tallar el braç amb una ampolla trencada. El bateria d'Emperor Bård Guldvik "Faust" Eithun afirmà que Dead va haver de ser traslladat a l'hospital després del concert, però va arribar massa tard i, per tant, "no va servir de res donar-li punts de sutura".
En una entrevista realitzada pel guitarrista de Marduk Morgan Håkansson i publicada al fanzine Slayer, Dead va explicar com ell i la resta de Mayhem expulsarien el públic que anava de postureig als seus concerts. Recitant els esdeveniments d'un espectacle en particular, va afirmar: "Abans de començar a tocar hi havia una multitud d'uns 300 allà dins, però a la segona cançó, 'Necrolust', vam començar a llançar caps de porc. Només en van quedar 50". Ell i els altres membres van gaudir d'aquest tipus de pràctica i van concloure que: "Si a algú no li agrada la sang i la carn podrida que li llencen a la cara, es pot FOTRE, i això és exactament el que fem".
Dead va fer una breu aparició al vídeo musical de 1986 de Candlemass "Bewitched".

## Personalitat
A les entrevistes, els companys músics sovint descrivi a Dead com a estrany i introvertit. Hellhammer va descriure Dead com "una personalitat molt estranya […] deprimida, melancòlica i fosca". De la mateixa manera, Euronymous va dir una vegada: "Sincerament, crec que Dead és boig mentalment. De quina altra manera pots descriure un noi que no menja per patir fam? O qui té una samarreta amb anuncis de funeral?". L'antic bateria de Mayhem, Kjetil Manheim, més tard va comparar la personalitat de Dead amb la de Marvin l'Androide paranoic. Alguns autors han especulat que Dead podria haver tingut Síndrome de Cotard, una condició molt rara que es manifesta en creure que el propi cos no és el d'un humà viu sinó un cadàver; aquesta teoria està recolzada per una varietat d'afirmacions de Dead sobre el tema de la seva sang i cos.

Segons Faust:
[Dead] no era un noi que poguessis conèixer molt bé. Crec que fins i tot els altres nois de Mayhem no el coneixien gaire bé. Era difícil d'acostar-s'hi. El vaig conèixer dues setmanes abans de morir. L'havia vist potser sis o vuit vegades, en total. Tenia moltes idees estranyes. Recordo que l'Aarseth parlava d'ell i deia que no tenia cap sentit de l'humor. Ho podia semblar, però era molt fosc. Sincerament, no crec que li agradés viure en aquest món, cosa que, per descomptat, va provocar el suïcidi.
Stian "Occultus" Johannsen, que va actuar breument com a vocalista de Mayhem després del suïcidi de Dead, va comentar que Dead ni tan sols tenia una percepció normal de si mateix:
Ell [Dead] no es veia com a humà; es veia com una criatura d'un altre món. Va dir que tenia moltes visions de com la seva sang s'havia congelat a les venes, que estava mort. Per això va prendre aquest nom. Sabia que moriria.
Segons un amic per correspondència de molt de temps conegut com "Old Nick", a Ohlin no li agradava la tecnologia. Només escriuria cartes a si mateix o a altres persones amb estil llarg i mai recorreria a l'ús d'un ordinador personal. Old Nick va concloure que "la tecnologia en general el feia [sentir] incòmode. Simplement, era un rebuig a tot, trobant refugi [en canvi] en un món fet de boscos i arbrats". Dead també tenia un interès inusual per la porfíria a causa de la seva connexió amb la mitologia del vampirisme.

## Autolesió i suïcidi
Amb el temps, la situació social de Dead i la seva fixació per la mort van fer que el seu estat mental empitjorés molt. Es tallava casualment mentre estava en presència dels seus amics, que l'haurien de sotmetre i tractar les seves ferides. Tot i que això va molestar molts dels seus amics, Euronymous es va fascinar amb les ideologies suïcides de Dead perquè sentia que una negativitat extrema s'adaptava a la imatge de Mayhem i, segons ells, va animar a Dead a suïcidar-se. Manheim va dir: "No sé si Øystein ho va fer per pura maldat o si només estava fent broma".
El 1991, Dead, Euronymous i Hellhammer vivien en una casa al bosc prop de Kråkstad, que s'utilitzava com a lloc per assajar la banda. Segons Hellhammer, Dead va passar gran part del seu temps escrivint cartes i dibuixant. "Només es va asseure a la seva habitació i es va deprimir cada cop més". Necrobutcher va dir que, després de viure junts durant un temps, Dead i Euronymous "es van posar molt nerviosos l'un a l'altre". Hellhammer recorda una anècdota on Dead una vegada es va retirar per dormir al bosc perquè Euronymous tocava música de sintetitzador que Dead odiava. Euronymous va seguir i va començar a disparar a l'aire amb una escopeta per molestar-lo encara més. Varg Vikernes de Burzum afirma que Dead una vegada va apunyalar a Euronymous amb un ganivet durant un altercat. Vikernes també afirma haver enviat munició de Mayhem, incloses cartutxos d'escopeta, com a regal de Nadal, tot i que va afirmar que no era la munició que Dead utilització per matar-se, i que, en canvi, va guardar un "cartutx especial" especialment per ser utilitzat pel seu suïcidi.
El 8 d'abril de 1991, mentre estava sol a la casa, Dead va utilitzar un ganivet de caça per tallar-se els canells i la gola i, després, es va disparar al front amb una escopeta. Va deixar una breu nota de suïcidi que començava amb la frase "Perdoneu la sang...". El seu cos va ser trobat per Euronymous, que va haver d'enfilar-se per una finestra oberta, ja que les portes estaven tancades amb clau i no hi havia altres claus de la casa. Enlloc de trucar a la policia immediatament, Euronymous va visitar una botiga propera per comprar una càmera d'un sol ús amb la qual va fotografiar el cos; després de reordenar alguns elements per a les seves fotografies, va procedir a trucar als serveis d'emergència.
| « | (anglès) Excuse the blood, but I have slit my wrists and neck. It was the intention that I would die in the woods so that it would take a few days before I was possibly found. I belong in the woods and have always done so. No one will understand the reason for this anyway. To give some semblance of an explanation I'm not a human, this is just a dream and soon I will wake. It was too cold and the blood kept clotting, plus the new knife is too dull. If I don't succeed dying to the knife I will blow all the shit out of my skull. Yet I do not know. I left all my lyrics by "Let the good times roll"—plus the rest of the money. Whoever finds it gets the fucking thing. As a last salutation may I present "Life Eternal". Do whatever you want with it. / Pelle. I didn't come up with this now, but seventeen years ago. | (català) Disculpeu la sang, però m'he tallat els canells i el coll. La intenció era morir al bosc perquè triguessin uns dies a ser trobat. Pertanyo al bosc i sempre ho he fet. De totes maneres, ningú entendrà la raó d'això. Per donar una semblança d'explicació, no sóc humà, això només és un somni i aviat em despertaré. Feia massa fred i la sang es coagulava, a més el ganivet nou està massa esmolat. Si no aconsegueixo morir al ganivet, em faré volar tota la merda del crani. Però no ho sé. Vaig deixar totes les meves lletres de "Let the good times roll", més la resta dels diners. Qui ho trobi s'emporta la maleïda cosa. Com a última salutació, puc presentar "Life Eternal". Feu-ne el que vulgueu. / Pelle. No se m'ha acudit això ara, sinó fa disset anys. | » |
| — | | |   |

El suïcidi de Dead va provocar una ruptura entre Euronymous i alguns dels seus amics, que estaven disgustats per la seva actitud envers Dead abans del suïcidi, i el seu comportament sobre la mort de Dead després. Necrobutcher va acabar amb la seva amistat amb Euronymous i va deixar Mayhem. Més tard, Manheim va especular que Euronymous havia deixat a Dead sol a la casa perquè tingués l'oportunitat de suïcidar-se. Es va dir que el suïcidi de Dead va provocar "un canvi de mentalitat" a l'escena del black metal i va ser el primer d'⁣una sèrie d'esdeveniments infames realitzats pels seus membres.
Un obituari d'un diari suec deia que el funeral de Dead es va celebrar a Österhaninge kyrka el divendres 26 d'abril de 1991. Va ser enterrat al cementiri d'Österhaninge al comtat d'Estocolm.

## Llegat
Euronymous va utilitzar el suïcidi de Dead per fomentar la imatge "malvada" de Mayhem i va afirmar que Dead s'havia matat perquè el black metal s'havia tornat "de moda" i comercialitzat. Necrobutcher va especular que fer les fotos i obligar els altres a veure-les era una manera per a Euronymous d'afrontar el xoc de veure el cos del seu amic. Després que Hellhammer revelés les fotos, Euronymous inicialment va prometre destruir-les, però finalment no ho va fer. Les va guardar en un sobre a la seva botiga de discos i en va enviar una al propietari de Warmaster Records, que va resultar en el seu ús com a portada de l'àlbum en directe The Dawn of the Black Hearts (1995). La portada de Mayhem's Live in Leipzig conté part de la nota de suïcidi de Dead: Jag är inte en människa. Det här är bara en dröm, och snart vaknar jag (que es traduiria com "no sóc un ésser humà. Això és només un somni, i aviat em despertaré").
Amb el temps, es van escampar els rumors que Euronymous havia fet un estofat amb trossos del cervell de Dead i que havia fet collarets amb trossos del seu crani. Posteriorment, la banda va negar el primer rumor, però va confirmar que el segon era cert. A més, Euronymous va afirmar haver donat aquests collarets a músics que considerava dignes, la qual cosa va ser confirmada per diversos altres membres de l'escena, com Faust, Håkansson i Metalion.
Necrobutcher va assenyalar que "la gent va ser més conscient de l'escena del black metal després que Dead s'hagués disparat... Crec que va ser el suïcidi de Dead el que realment va canviar l'escena".

## Discografia
Ohlin va contribuir amb la veu a tot el següent:
Com a part de Morbid
- Morbid Rehearsal (1987) (àlbum de demostració)
- December Moon (1987) (àlbum de demostració)
- Live in Stockholm (2000) (Àlbum en directe)
- Year of the Goat (2011) (Àlbum recopilatori)

Com a part de Mayhem
- Live in Leipzig (1993) (Àlbum en directe)
- The Dawn of the Black Hearts[35] (1995) (àlbum en directe bootleg)
- Freezing Moon/Carnage (1996) (Single)
- Out from the Dark (1996) (àlbum de demostració)
- Live in Zeitz (2016) (Àlbum en directe)
- Live in Jessheim (2017) (Àlbum en directe)
- De Mysteriis Dom Sathanas: The Dead Files (2017) (àlbum recopilatori)
- Deathcrush: The Dead Version (2018) (àlbum recopilatori)
- Live in Sarpsborg (2019) (Àlbum en directe)

Àlbums compartits
- A Tribute to the Black Emperors (1994) (àlbum recopilatori de Morbid i Mayhem)

## Treballs citats
- Moynihan, Michael. Lords of Chaos: The Bloody Rise of the Satanic Metal Underground. revised and expanded.  Feral House, 2003.